# Preparovaný klavír

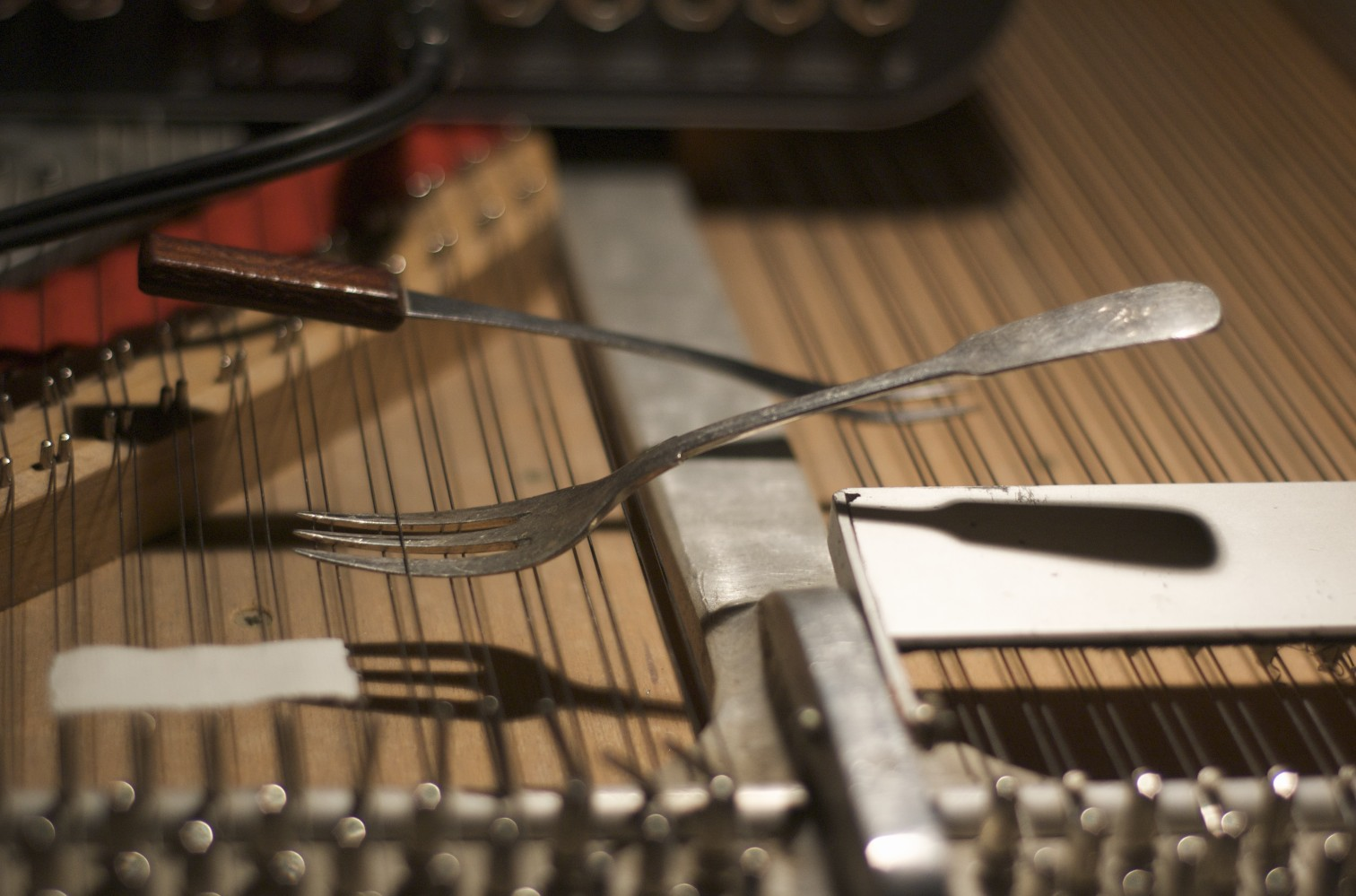
Preparovaný klavír

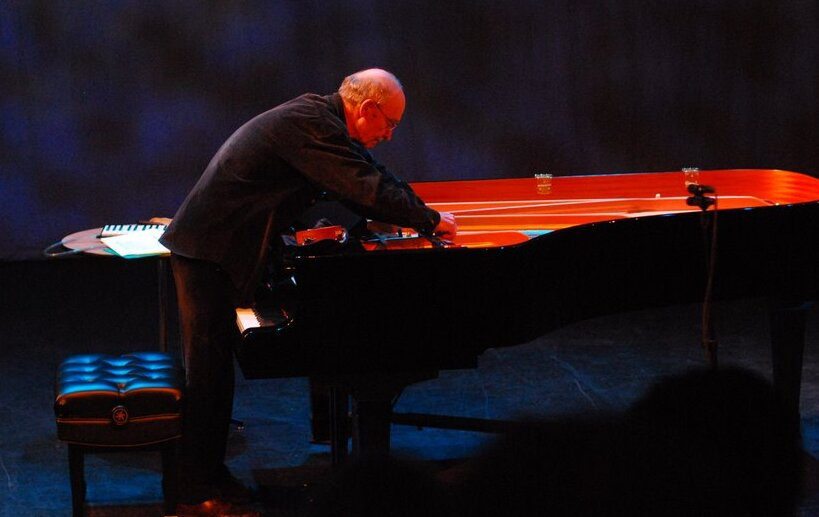
Christian Wolff preparuje klavír (2007)

Preparovaný klavír je klavír, jehož zvuk byl pozměněn umístěním různých objektů do strun.
Zpravidla se jedná o drobné kovové předměty (šrouby, dráty, mince) nebo i větší objekty z jiných materiálů. Při úderu mechaniky klavíru na takto upravenou strunu se ozve tón zcela jiných kvalit, perkusivní, zpravidla drnčivý a s krátkým dozvukem. Kombinací hry na preparovaných i nepreparovaných strunách lze již tak široké zvukové možnosti klavíru dále rozšířit.
Preparovaný klavír užíval ve svých skladbách velmi často John Cage, navázal přitom na úvahy Henryho Cowella, a v menší míře i na Erika Satieho. Známé jsou i performance amerického klavíristy Christiana Wolffa, žáka a spolupracovníka Johna Cage. V českém prostředí pak preparovaného klavíru využívala brněnská Tvůrčí skupina A.[zdroj?] Nově se tématu preparovaného klavíru interpretačně a také skladatelsky věnuje Robert Mimra. 

## Hudba
- John Cage – Sonatas og Interludes (1946–1948)
- Velvet Underground – All Tomorrow's Parties (1967)
- Alfred Schnittke – Concerto Grosso 1 (1976-1977)
- Arvo Pärt – Tabula Rasa (1977)
- Tori Amos – Bells for Her (1994)
- Aphex Twin – Drukqs (2001)